# Interval likelihood ratio
Een interval likelihood ratio (interval-aannemelijkheidsquotiënt) is de verhouding van de fractie zieken met een testuitslag binnen een bepaald interval van testuitslagen in het totaal aantal zieken in de onderzochte populatie en de fractie ‘niet zieken’ met een testuitslag binnen ditzelfde interval in het totaal aantal ‘niet zieken’.

## Voorbeeld
Het volgende voorbeeld toont testuitslagen waarbij intervalspecifieke likelihood ratio's berekend worden.
Wittebloedceltelling voor bacteriëmie in jonge kinderen: Likelihood Ratios
|                                         | bacteriëmie (n = 60) | bacteriëmie (n = 60) | Geen bacteriëmie (n = 452) | Geen bacteriëmie (n = 452) |                  |               |
| --------------------------------------- | -------------------- | -------------------- | -------------------------- | -------------------------- | ---------------- | ------------- |
| Aantal witte bloedcellen (in duizenden) | Aantal               | (%)                  | Aantal                     | (%)                        | Likelihood ratio | (95% CI)      |
| < 5                                     | 0                    | (0)                  | 12                         | (3)                        | 0                |               |
| 5 - 9,9                                 | 0                    | (0)                  | 87                         | (19)                       | 0                |               |
| 10 -14,9                                | 5                    | (8)                  | 78                         | (17)                       | 0,5              | (0,2 - 1,1)   |
| 15 - 19,9                               | 16                   | (27)                 | 166                        | (37)                       | 0,7              | (0,5 - 1,1)   |
| 20 - 24,9                               | 21                   | (35)                 | 69                         | (15)                       | 2,3              | (1,5 - 3,5)   |
| 25 - 29,9                               | 9                    | (15)                 | 28                         | (6)                        | 2,5              | (1,2 - 5,1)   |
| 30 - 34,9                               | 4                    | (7)                  | 9                          | (2)                        | 3,5              | (1,1 - 10,8)  |
| 35 - 39,9                               | 2                    | (3)                  | 2                          | (0,4)                      | 7,5              | (1,0 - 55,1)  |
| > 40                                    | 3                    | (5)                  | 1                          | (0,2)                      | 25,0             | (2,4 - 257,2) |
Een voorbeeld van berekening: voor het interval 20000-24999 is de intervalspecifieke likelihood ratio gelijk aan (21/60)/(69/452) = 35%/15% = 2,3 zoals men in de tabel ook kan lezen.
Het voordeel van intervalspecifieke likelihood ratio’s ten opzichte van een likelihood ratio is dat men voor vrijwel elke uitslag beter de posttestwaarschijnlijkheid van ziekte kan berekenen dan met een likelihood ratio (theoretisch is voor één enkele uitslag de posttestwaarschijnlijkheid dezelfde bij positieve likelihood ratio, voor één uitslag bij negatieve likelihood ratio). Een likelihood ratio kan enkel gebruikt worden voor dichotome uitslagen. Dichotome testresultaten (vragen, onderzoeksresultaten) zijn uitslagen waarbij slechts twee mogelijkheden bestaan. Voorbeelden hiervan zijn combinates als positief en negatief, ja en neen, lager dan 5 en hoger dan 5, etc. Men zou hier dus een afkappunt moeten kiezen (bv. lager dan 20000 t.o.v. 20000 of meer). Bij een afkappunt lager dan 20000 t.o.v. 20000 of meer zijn er in dit voorbeeld 39 kinderen die aan bacteriëmie lijden én 20000 of meer witte bloedcellen geteld worden. Dit ten opzichte van 109 kinderen die niet aan bacteriëmie lijden en waarbij men toch 20000 of meer witte bloedcellen telt. De positieve likelihood ratio hiervan berekend is 2,7.
Likelihood ratios worden gebruikt om de posttestwaarschijnlijkheid van ziekte te berekenen: hoe hoger de likelihood ratio, hoe hoger de waarschijnlijkheid van ziekte bij eenzelfde pretestwaarschijnlijkheid van ziekte. De likelihood ratio 2,7 is groter dan de interval likelihood ratio bij uitslagen die dichter bij het afkappunt liggen (zie tabel hierboven) en lager dan interval likelihood ratio’s die verder van het afkappunt liggen. Iets analoogs kan geschreven worden bij de negatieve likelihood ratio. Bij niet-dichotome testen met continue variabelen of geordende variabelen kan men dus beter intervalspecifieke likelihood ratio’s gebruiken dan likelihood ratio’s. Ze laten voor vrijwel alle uitslagen toe nauwkeuriger de posttestwaarschijnlijkheid te schatten.
Een nadeel is dat de frequenties bij intervallen beduidend of veel lager is dan voor de totale groep en dat de intervalspecifieke likelihoodratio’s daardoor minder betrouwbaar zijn. Dat heeft tot gevolg dat men het aantal klassen van uitslagen best beperkt houdt. Een klasse van uitslagen is een geheel van uitslagen die men als dezelfde uitslag behandeld, zoals bv. hier de uitslagen van 20000 tot en met 24999. Het aantal klassen beperkt houden staat evenwel haaks op de bedoeling zo precies mogelijk de posttestwaarschijnlijkheid te kunnen berekenen zodat naar een compromis moet gestreefd worden tussen betrouwbaarheid en nauwkeurigheid bij het indelen van de uitslagen in klassen. Ook worden (eerder) extreme waarden veel minder talrijk gevonden in de populatie waardoor deze extreme uitslagen tenderen vrij onbetrouwbare likelihood ratio’s te hebben. Dit laatste komt bv. ook tot uiting in hierboven gegeven voorbeeld waar het 95%-betrouwbaarheidsinterval (95% CI) een ondergrens heeft van 2,4 en een bovengrens heeft van 257,2. De reikwijdte van dit interval is relatief groot en de ware interval likelihood ratio situeert zich dus met een waarschijnlijkheid van 95% tussen die grenzen.
De aard van betrouwbaarheidsintervallen houdt tevens in dat er nog 5% kans is dat de ware likelihood ratio toch nog hoger of nog lager is. De interval likelihood ratio van 25 is een schatting bij één bepaalde steekproef en onder meer met dit gegeven kan berekend worden tussen welke grenzen met welke kans de ware interval likelihood ratio zal liggen. Hoe betrouwbaarder de meting (hoe meer gelijkaardige personen in de klasse), hoe nauwer deze grenzen zullen zijn en hoe preciezer men de posttestwaarschijnlijkheid zal kunnen schatten.